# Eothyris parkeyi
L'eotiride (Eothyris parkeyi) è un piccolo sinapside fossile, vissuto nel Permiano inferiore in Nordamerica.

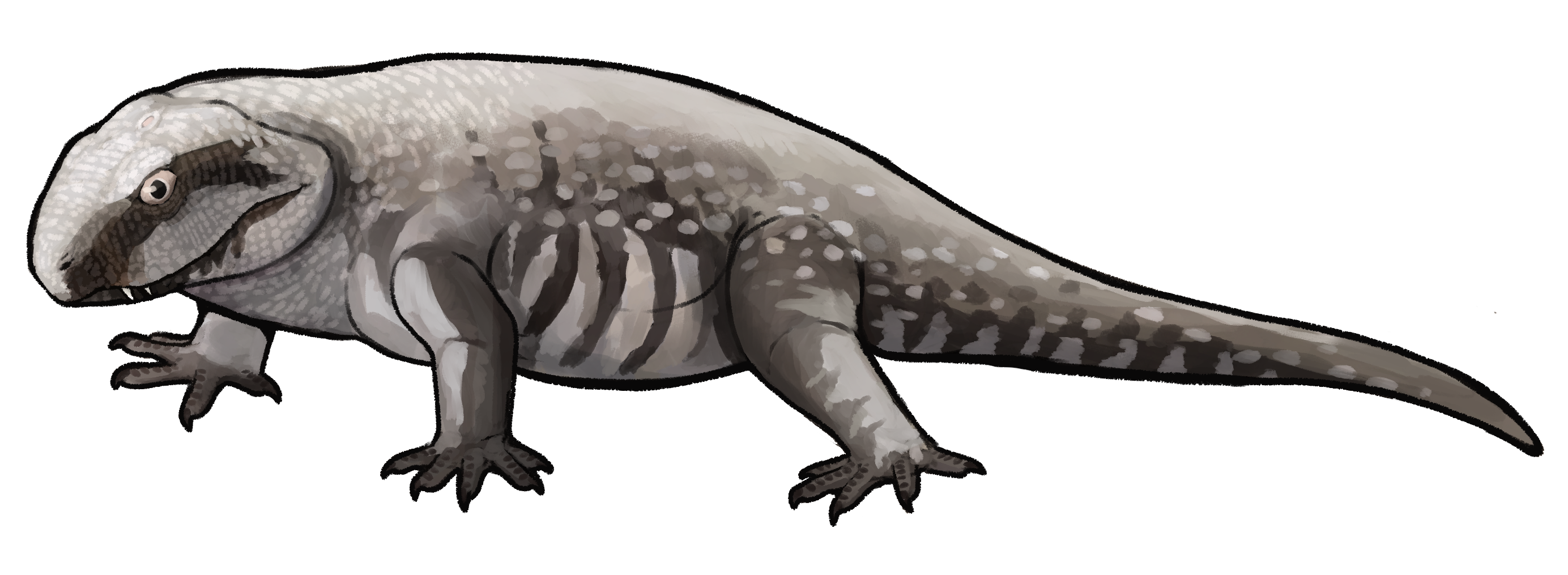
Ricostruzione ipotetica di Eothyris parkeyi

Questo piccolo animale, lungo forse una cinquantina di centimetri, è noto solo per un cranio. L'eotiride è uno dei pelicosauri più primitivi: le caratteristiche del cranio lo avvicinano ai caseidi (come Casea), un gruppo di animali erbivori che prosperarono per svariati milioni di anni. L'eotiride, però, non era di sicuro erbivoro: i suoi denti erano aguzzi, e alcuni di essi, posti in avanti sulla mascella, erano molto lunghi, richiamando per forma i canini. Le sue prede dovevano essere insetti e piccoli anfibi. Un suo stretto parente è Oedaleops.